# Thomas Caesar
Pour les articles homonymes, voir Caesar.
Sir Thomas César (1561-1610), juge, était le deuxième fils du Dr César Adelmare, médecin de la cour des reines Mary et Elizabeth, et frère de Sir Jules César.
Il est né à Great St. Helen's, Bishopsgate, en 1561, et a fait ses études à la Merchant Taylors' School, qu'il a quittée en 1578. Il devint membre de l'Inner Temple en octobre 1580. Il fut élu député d' Appleby en 1601.
Sa carrière au barreau a été sans grand relief, ce qui ne l'a pas empêché, le 26 mai 1610, d'être créé puîné ou cursiteur baron de l'Échiquier et fait chevalier le mois suivant au palais de Whitehall.
Il s'est marié trois fois. Sa première épouse est morte en 1590. Leurs trois enfants sont morts en bas âge. Sa seconde épouse était Anne, fille de George Lynn de Southwick, Northamptonshire, et veuve de Nicholas Beeston du Lincolnshire ; elle est morte sans descendance. De sa troisième épouse, Susan, fille de Sir William Ryder, lord-maire de Londres en 1600, qu'il épousa le 18 janvier 1592/93, il eut huit enfants, trois fils et cinq filles, qui lui survécurent tous.